# Sabaneta (Venezuela)
Sabaneta é uma cidade da Venezuela lozalizada no estado de Barinas. Sabaneta é a capital do município de Alberto Arvelo Torrealba.
Sabaneta é a cidade natal do falecido presidente venezuelano Hugo Chávez.